# 21e méridien est
En géographie, le 21e méridien est est le méridien joignant les points de la surface de la Terre dont la longitude est égale à 21° est.

## Géographie

### Dimensions
Comme tous les autres méridiens, la longueur du 21e méridien correspond à une demi-circonférence terrestre, soit 20 003,932 km. Au niveau de l'équateur, il est distant du méridien de Greenwich de 2 338 km,.
Avec le 159e méridien ouest, il forme un grand cercle passant par les pôles géographiques terrestres.

### Régions traversées
En commençant par le pôle Nord et descendant vers le sud au pôle Sud, Le 21e méridien est passe par:
| Co-ordinates         | Country, territory or sea        | Notes |
| -------------------- | -------------------------------- | --- |
| 90° 00′ N, 21° 00′ E | Océan Arctique                   | |
| 80° 43′ N, 21° 00′ E | Norvège                          | Svalbard - Île de Tavleøya |
| 80° 42′ N, 21° 00′ E | Océan Arctique                   | |
| 80° 13′ N, 21° 00′ E | Norvège                          | Svalbard - île de Nordaustlandet |
| 79° 21′ N, 21° 00′ E | Mer de Barents                   | |
| 79° 02′ N, 21° 00′ E | Norvège                          | Svalbard - îles de Bastian, Spitzberg, Barentsøya et Edgeøya                                                                                  |
| 78° 02′ N, 21° 00′ E | Mer de Barents                   | |
| 77° 35′ N, 21° 00′ E | Norvège                          | Svalbard - île de Edgeøya |
| 77° 27′ N, 21° 00′ E | Mer de Barents                   | |
| 73° 24′ N, 21° 00′ E | Océan Atlantique                 | Mer de Norvège |
| 70° 03′ N, 21° 00′ E | Norvège                          | Îles de Skjervøya, Kågen et le continent |
| 69° 03′ N, 21° 00′ E | Finlande                         | |
| 68° 53′ N, 21° 00′ E | Suède                            | |
| 64° 09′ N, 21° 00′ E | Mer Baltique                     | Golfe de Botnie, passe juste à l'est de l'archipel de Holmöarna, Suède et passe juste à l'ouest de l'île de Replot et du continent, Finlande. |
| 60° 39′ N, 21° 00′ E | Îles Åland                       | Archipel |
| 59° 55′ N, 21° 00′ E | Mer Baltique                     | |
| 56° 30′ N, 21° 00′ E | Lettonie                         | Passe par Liepāja |
| 56° 12′ N, 21° 00′ E | Mer Baltique                     | |
| 55° 20′ N, 21° 00′ E | Lituanie                         | Isthme de Courlande |
| 55° 17′ N, 21° 00′ E | Lagune de Courlande              | |
| 54° 54′ N, 21° 00′ E | Russie                           | Exclave de l'oblast de Kaliningrad |
| 54° 21′ N, 21° 00′ E | Pologne                          | Passe par Varsovie |
| 49° 20′ N, 21° 00′ E | Slovaquie                        | |
| 48° 31′ N, 21° 00′ E | Hongrie                          | |
| 46° 16′ N, 21° 00′ E | Roumanie                         | Traverse le judet d'Arad et le județ de Timiș, les deux les plus à l'ouest du pays.                                                           |
| 45° 21′ N, 21° 00′ E | Serbie                           | Passe à côté des villes de Smederevo et Kragujevac, passe par Trstenik.                                                                       |
| 43° 07′ N, 21° 00′ E | Kosovo or Serbie                 | Le Kosovo est un état partiellement reconnu. Des pays considèrent que son territoire fait partie de la Serbie.                                |
| 42° 08′ N, 21° 00′ E | Macédoine du Nord                | |
| 41° 01′ N, 21° 00′ E | Lac Prespa                       | |
| 40° 49′ N, 21° 00′ E | Grèce                            | Sur environ 8 km |
| 40° 44′ N, 21° 00′ E | Albanie                          | |
| 40° 32′ N, 21° 00′ E | Grèce                            | Passe par le Golfe Ambracique |
| 38° 38′ N, 21° 00′ E | Mer Méditerranée                 | Mer Ionienne, passe juste à l'est de l'île de Zante.                                                                                          |
| 37° 16′ N, 21° 00′ E | Grèce                            | Îles Strophades |
| 37° 15′ N, 21° 00′ E | Mer Méditerranée                 | |
| 32° 44′ N, 21° 00′ E | Libye                            | |
| 21° 03′ N, 21° 00′ E | Tchad                            | |
| 9° 44′ N, 21° 00′ E  | République centrafricaine        | |
| 4° 25′ N, 21° 00′ E  | République démocratique du Congo | |
| 7° 17′ S, 21° 00′ E  | Angola                           | |
| 17° 57′ S, 21° 00′ E | Namibie                          | |
| 18° 19′ S, 21° 00′ E | frontière Namibie / Botswana     | |
| 22° 00′ S, 21° 00′ E | Botswana                         | |
| 26° 50′ S, 21° 00′ E | Afrique du Sud                   | Cap-Nord Cap-Occidental |
| 34° 22′ S, 21° 00′ E | Océan Indien                     | |
| 60° 00′ S, 21° 00′ E | Océan Austral                    | |
| 69° 59′ S, 21° 00′ E | Antarctique                      | Terre de la Reine-Maud, revendiquée par la Norvège.                                                                                           |